# Tetraopes paracomes
Tetraopes paracomes är en skalbaggsart som beskrevs av Chemsak 1963. Tetraopes paracomes ingår i släktet Tetraopes och familjen långhorningar.
Artens utbredningsområde är:
- Costa Rica.
- Guatemala.

Inga underarter finns listade i Catalogue of Life.